# Rockin' with Reed
Rockin' with Reed — студійний альбом американського блюзового музиканта Джиммі Ріда, випущений у 1959 році лейблом Vee-Jay.

## Опис
Другий альбом Джиммі Ріда дещо відрізнявся від першого. Як і більшість блюзових альбомів того періоду, він складається переважно з раніше випущених синглів, у цьому випадку, які Рід записав або випустив за останні сім років; однак дві пісні з дванадцяти раніше не випускалися і тут видані вперше («The Moon Is Rising» і «My Bitter Seed»). Альбом включає такі пісні, як «Down in Virginia», «Going to New York» і «Take Out Some Insurance», дві останні пісні є пізнішими записами альбому. Рід виконує як повільні блюзи, так і балади і бугі; на більшості записах йому акомпанують гітарист Едді Тейлор і ударник Ерл Філліпс.

## Список композицій
1. «Going to New York» (Джиммі Рід) — 2:18
2. «A String to Your Heart» (Джиммі Рід) — 2:42
3. «Ends and Odds» (Джиммі Рід) — 2:12
4. «Caress Me Baby» (Джиммі Рід) — 2:48
5. «Take Out Some Insurance» (Джессі Стоун) — 2:23
6. «The Moon Is Rising» (Джиммі Рід) — 2:23
7. «Down in Virginia» (Джиммі Рід) — 2:24
8. «I Know It's a Sin» (Джиммі Рід) — 2:23
9. «Wanna Be Loved» (Джиммі Рід) — 2:14
10. «Baby What's on Your Mind» (Джиммі Рід) — 3:06
11. «My Bitter Seed» (Джиммі Рід) — 2:13
12. «Rockin' with Reed» (Джиммі Рід) — 2:29

## Учасники запису
- Джиммі Рід — гітара, вокал, губна гармоніка
- Едді Тейлор — гітара
- Ерл Філліпс — ударні

Технічний персонал
- Френк Лондон Браун — текст